# 아라구스쿠섬

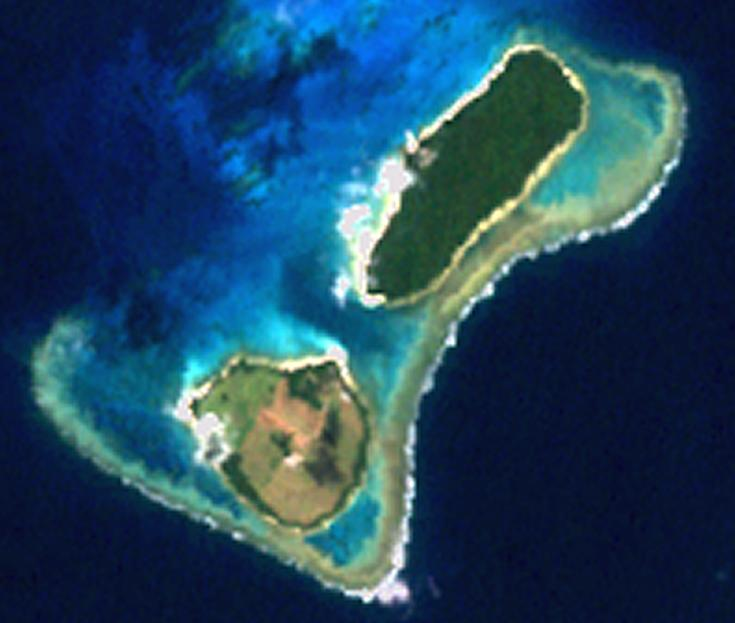
아라구스쿠. 오른쪽 위가 가미지섬, 왼쪽 아래가 시모지섬이다.

아라구스쿠섬(新城島)은 일본 오키나와현 야에야마 제도 다케토미정의 섬이다. 이 섬은 가미지섬(上地島)과 시모지섬(下地島)으로 이루어져 있다.
이 섬은 이리오모테섬의 남쪽에 위치하며 구로시마섬 서쪽에 위치해 있다.
이 두 섬의 인구는 얼마 되지 않으며 대부분 숲으로 되어 있어 거주하기는 좋지 않다. 이 섬 주변에는 수많은 산호초가 펼쳐져 있다.
이 섬은 동중국해에 위치하여 있다.

## 같이 보기
- 야에야마 제도
- 동중국해
- 이시가키섬
- 이리오모테섬
- 미야코 제도